# Bipolaris euchlaenae
Bipolaris euchlaenae är en svampart som först beskrevs av Albrecht Wilhelm Philipp Zimmermann, och fick sitt nu gällande namn av Shoemaker 1959. Bipolaris euchlaenae ingår i släktet Bipolaris och familjen Pleosporaceae.   Inga underarter finns listade i Catalogue of Life.